# Arsenij Chačaturan
Arsenij Chačaturan (in bielorusso Арсеній Хачатуран?; Minsk, 8 marzo 1993) è un direttore della fotografia bielorusso.

## Biografia
Nato a Minsk, si è trasferito a New York all'età di 18 anni. Si è fatto notare per la prima volta nel 2020 con la fotografia del film georgiano Beginning. Il regista italiano Luca Guadagnino, presidente di giuria del Festival internazionale del cinema di San Sebastián dove il film aveva vinto la Concha de oro, l'ha voluto con sé, inizialmente per un adattamento di Ritorno a Brideshead di Evelyn Waugh, mai concretizzatosi, ed infine come direttore della fotografia del film Bones and All (2022), girato nel Midwest degli Stati Uniti quando Chačaturan aveva 28 anni.

## Filmografia parziale

### Cinema
- Beginning (Dasats'q'isi), regia di Dea K'ulumbegashvili (2020)
- O Night Divine, regia di Luca Guadagnino – mediometraggio (2021)
- Bones and All, regia di Luca Guadagnino (2022)
- Circus Maximus, regia di Travis Scott e AA.VV. (2023)
- Ap'rili, regia di Dea K'ulumbegashvili (2024)

### Televisione
- The Idol – serie TV, episodi 1x01-1x02-1x03 (2023)

## Riconoscimenti
- Premio Gianni Di Venanzo
  - 2023 - Miglior fotografia straniera per Bones and All